# Shawn Camp
Shawn Camp (Perryville, Arkansas, 1966. augusztus 29. -) amerikai countryénekes, dalszerző.

## Pályafutása
Édesapja vasmunkás volt, édesanyja kozmetikus. Mindketten énekeltek és gitároztak. Öt éves korától Shawn Camp is gitározni kezdett. 20 évesen, 1987-ben Nashville-be költözött, hogy  profi zenésszé váljon. Először hegedült az Osborne Brothersben, majd átkerült a Trisha Yearwood előzenekarba. 1991-ben elhagyta Yearwoodot, immár szólistaként.
A Warner Bros. Recordshoz szerződött, és 1993-ban kiadták debütáló kislemezét (Fallin' Never Felt So Good). Júliusban felkerült a listákra, és októberben a Top 40-be került. kiadták első albumát, a Shawn Camp-et, amely több hetet töltött különböző listákon.
A későbbiekben főleg stúdiózenészként dolgozott. Többek között John Prine, Garth Brooks, Nanci Griffith és Guy Clark albumain szerepelt.
Camp saját kiadásban adta ki második albumát, a Lucky Silver Dollart (2001),  majd ezt követte a Live at the Station Inn 2004-ben, a Fireball 2006-ban és a The Bluegrass Elvises, Vol. 2009-ben.

## Albumok
- 1993: Shawn Camp
- 2001: Lucky Silver Dollar
- 2004: Live at the Station
- 2006: Fireball
- 2007: The Bluegrass Elvises, Vol. 1
- 2010: 1994

## Díjak
- 2013: My Favorite Picture of You (Best Folk Album)